# ダイヤミック・デイズ
『ダイヤミック・デイズ』 (Diamic Days) は、2011年8月26日にLump of Sugarから発売されたアダルトゲーム。Lump of Sugarの第7作目。

## あらすじ
八宝山学院天礼校の生徒である由槻怜は、幼馴染である初芝希沙と共に新設校である八宝山学院仁科分校へと突然転校させられることとなる。この突然の転校は八宝山学院天礼校の執行部会長である姫野川かなかの仕業であり、更に怜と希沙は仁科分校の執行部メンバーに任命されてしまう。そこにかなかのいとこである姫野川コトラや、かなかを慕う小星蓮子も執行部メンバーに加わり、自分たちの学院を自分たちの手で楽しい場所に変えていく活動が始まった。

## 登場人物

### メインキャラクター
由槻 怜
主人公である、理屈屋の学生。その毒舌故友人は少ない。
分校開設後は、執行部副会長を務めている。
初芝 希沙（はつしば きさ）
声 - 佐藤しずく
怜の幼馴染でクラスメート。金髪碧眼の美人だが気分屋で見栄っ張りで調子に乗りやすい性格で、よく安請け合いをする。
篠山 時羽（しのやま ときは）
声 - RINA
無口で謎めいた少女。家が暴力団である上、本人も口下手なため、クラスでは孤立しがちである。
姫野川 コトラ（ひめのがわ ことら）
声 - みる
かなかのいとこ。幼いころをジャングルで過ごしたため、野生児のような性格をしていたが、かなかと生活しているうちに、現代生活に適応していった。
小星 蓮子（こぼし れんこ）
声 - 小倉結衣
自称かなかの右腕で忠誠を誓っており、怜をライバル視している。しかしあまりにも暑苦しいため、失敗することが多い。
姫野川 かなか（ひめのがわ かなか）
声 - 栗尾留乃
八宝山学院執行部会長。幼い見た目に反し、財力と権力を誇り、「意思を持ったギロチン台」という二つ名を持つが、いとこであるコトラには甘い。
なお、新しくできた分校は、もともと姫野川グループの所有するショッピングセンターだった。
由槻 舞花（ゆづき まいか）
声 - 岬友美
怜の母で、現役のアイドル女優。女手一つで息子を育て上げた母親として見られているが、実際のところ生活面どころかコラムの仕事まで完全に息子に頼り切っている。また、ゲーム好きで、ネットゲームのプレイヤー仲間からは英雄視されている。それでいて希沙にとっての憧れの対象となっており、舞花も希沙をかわいがっている。
ステッチ
声 - 土萌メイ
『PrismRhythm』から登場で、姫川野家に仕えるメイドだが、実は男性。家事だけでなく分校の事務作業もこなしている。

## スタッフ
- ブランド - Lump of Sugar
- 原画 - せせなやう
- シナリオ - セロリ、てつじん、AtH、あおいひなた、姫ノ木あく
- 音楽 - 大川茂伸

## 主題歌
オープニングテーマ「ココロ…晴れ」
歌 - Kicco / 作詞 - KAB. / 作曲 - SHIKI / 編曲 - B.T.W
エンディングテーマ「happy shinin' days」
歌 - nao / 作詞 - 山下慎一狼 / 作曲 - 彩木蔵葉 / 編曲 - 彩木蔵葉・稲留春雄

## 反響
『ダイヤミック・デイズ』は、発売月（2011年8月）の売上ランキングにおいて、『BugBug』・『Getchu.com』による集計でそれぞれ4位・2位を獲得した。2011年の美少女ゲーム年間売上ランキングでは『Getchu.com』による集計で31位を獲得した。なお、上記ランキングにおいて具体的な販売本数は明かされていない。